# Jan Smyčka
Jan Smyčka (21. května 1855 Cholina u Litovle – 15. října 1927 Litovel) byl lékař-praktik, starosta města Litovle a muzejní pracovník. Jeho jméno nese Smyčkova ulice v Litovli.

## Život

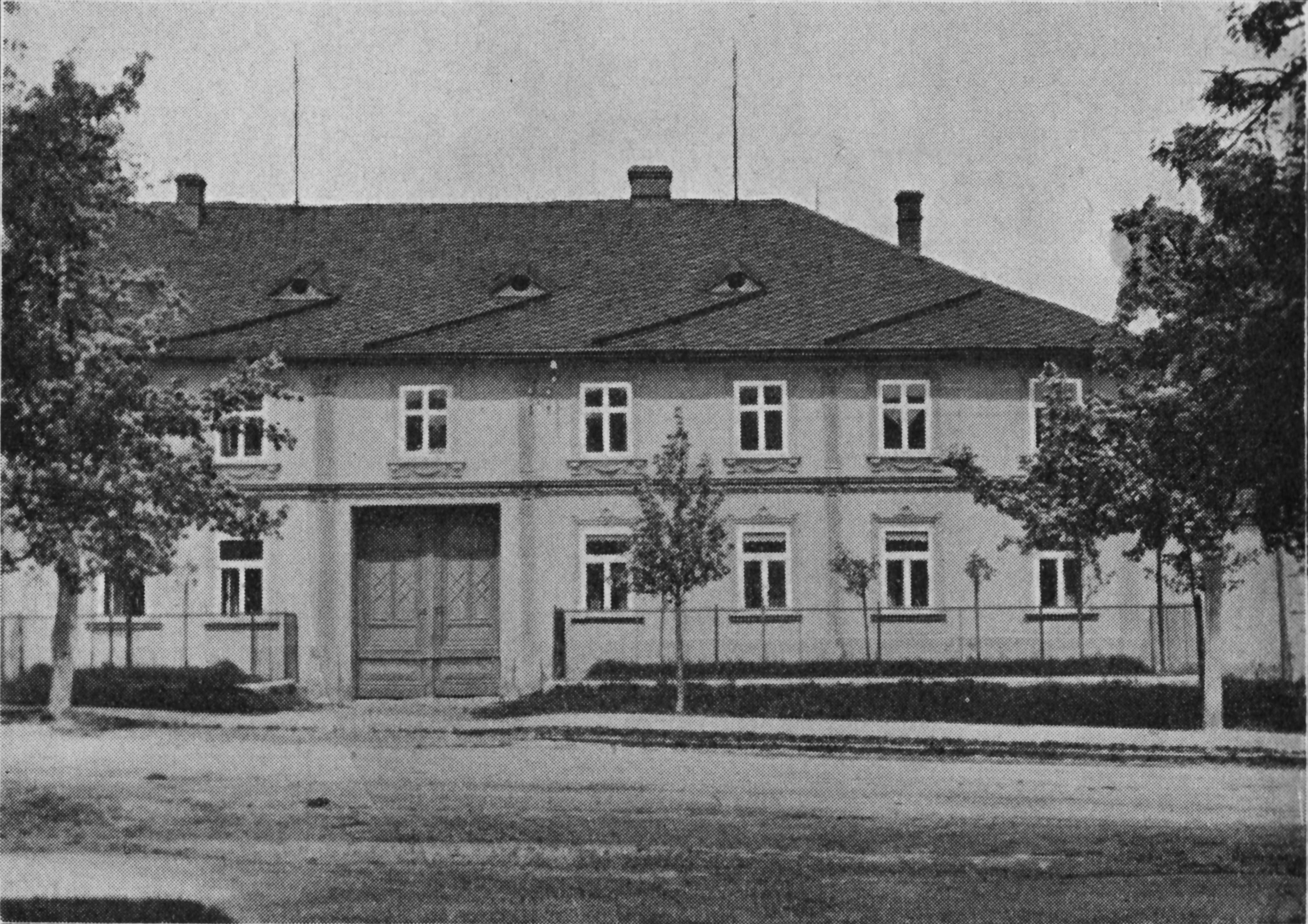
Rodný dům Jana Smyčky v Cholině

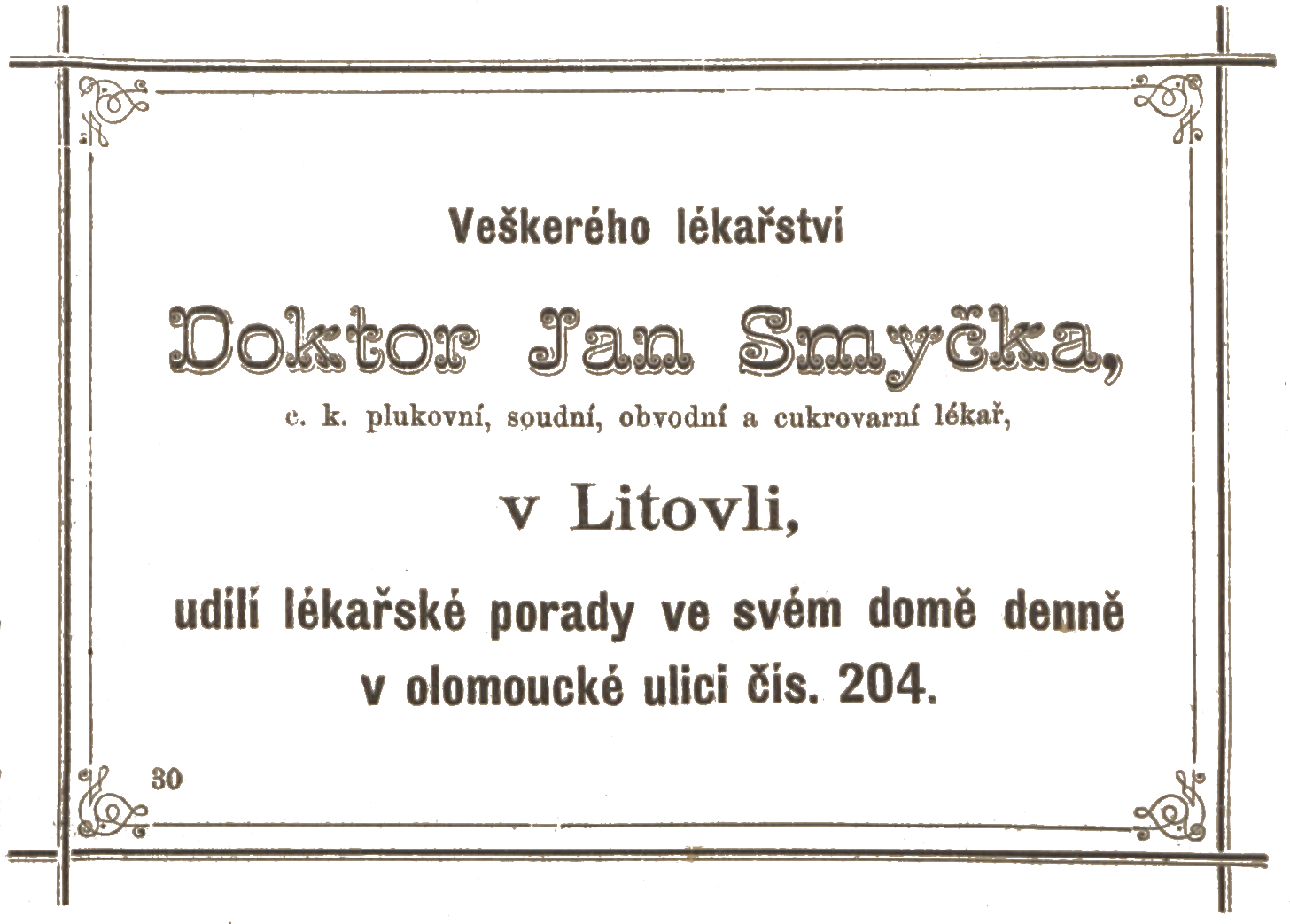
Reklama Jana Smyčky v Litovelských novinách, ročník 1891, číslo 2

Narodil se v rodině půlláníka (Halbhufner) Matyáše Smyčky a jeho manželky Viktorie(?) Fialové v Cholině. Studoval v Kroměříži, na Slovanském gymnáziu v Olomouci a na Německé medicínské fakultě v Praze. Jako lékař působil v České Kamenici, Olešnici, Polici nad Metují a v Litovli. Dne 23. srpna 1887 byl v Chudobíně oddán s Aloisií Coufalovou z Vísky. (V té době již byl obvodním lékařem v Litovli.)
V letech 1918–1924 působil jako starosta Litovle.

## Dílo
Aktivně se zabýval muzejní činností v Litovli a okolí. Jeho iniciativu v muzejní problematice, týkající se významu regionálních muzeí na přelomu 19. a 20. století na Moravě zmiňuje Jiří Špét v publikaci Přehled vývoje českého muzejnictví I. (do roku 1945). Ve svých podnětech Jan Smyčka uvedl, že „…Zemské muzeum má býti uceleným kulturním obrazem celé Moravy“, ale to neznamená, že by mělo samo soustřeďovat všechny nejcennější předměty – stačí jejich pouhá evidence, samy sbírky mohou být uloženy v muzeích regionálních. Přitom neopomenul zdůraznit, že význam místních muzeí je nedoceňován, ačkoli právě ona přispívají nejvíce k záchraně památek a jsou hybnými pákami vlastivědného snažení.
Roku 1905 jmenován konservátorem c. k. říšské komise pro ochranu památek. Zajímal se o vlastivědu a hanácký národopis. Zasloužil se o objevení a zpřístupnění mladečských jeskyní, o kterých napsal knížku Krápníkové jeskyně a pravěké nálezy v Mladči Později vydal knížku Litovel a okolí v pravěku. Spolupracoval také s moravským topografem a knězem Viktorem Pinkavou na první české monografii o Litovelsku s názvem Litovelský okres. Zasloužil se také o vznik odboru Klubu českých turistů a o založení Krajinské muzejní společnosti a litovelského muzea v roce 1906. Litovelskému muzeu pak věnoval své historické a národopisné sbírky, které dnes obohacují sbírky ve Vlastivědném muzeu v Olomouci.
Lékařskou problematiku publikoval v odborných časopisech, jako například Věstník lékařský, Časopis lékařů českých. Národopisu Litovle a okolí věnoval články s názvem Litovelské črty z Litovelska v Litovelských novinách.

## Galerie

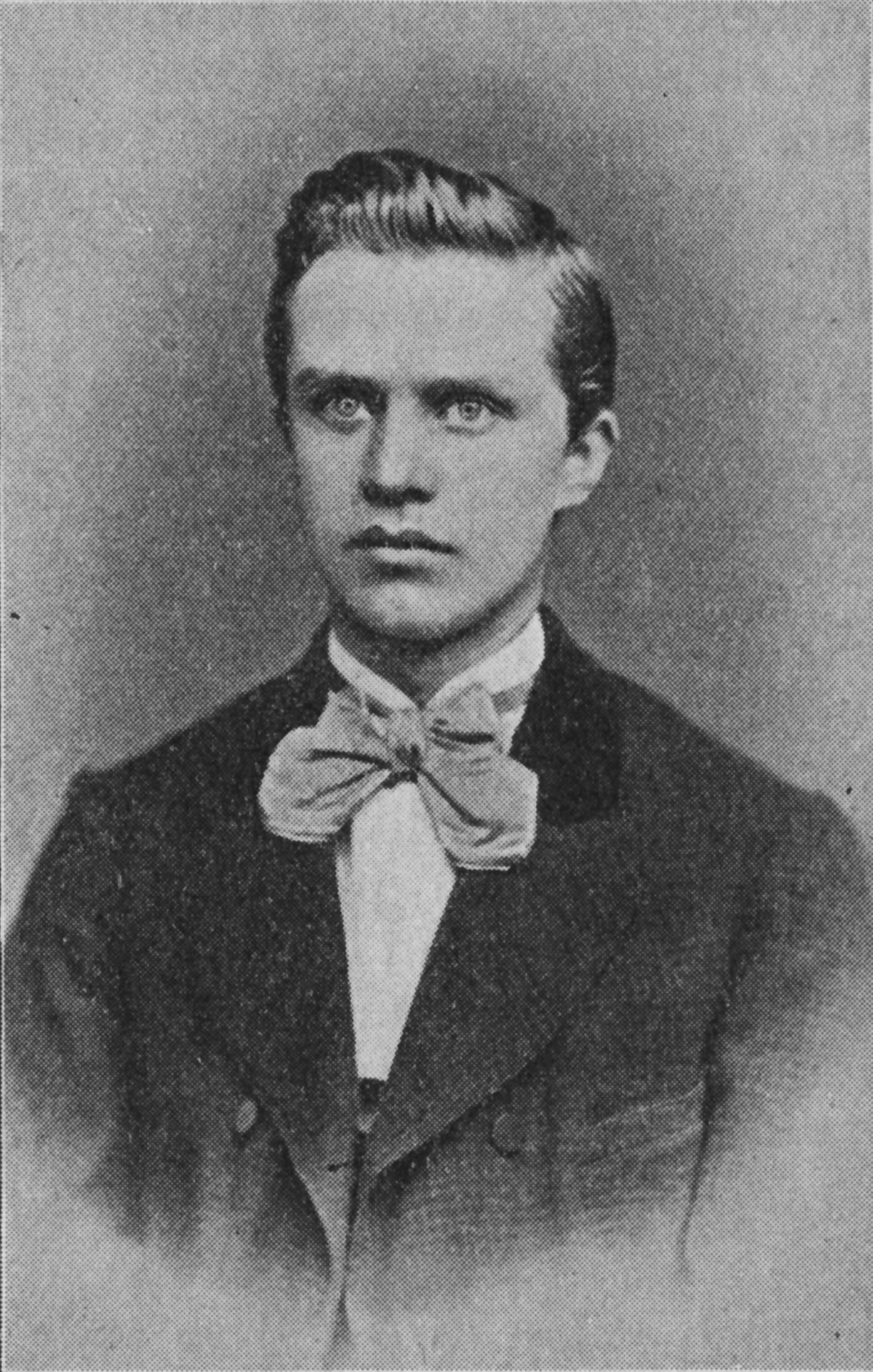
Maturant Jan Smyčka
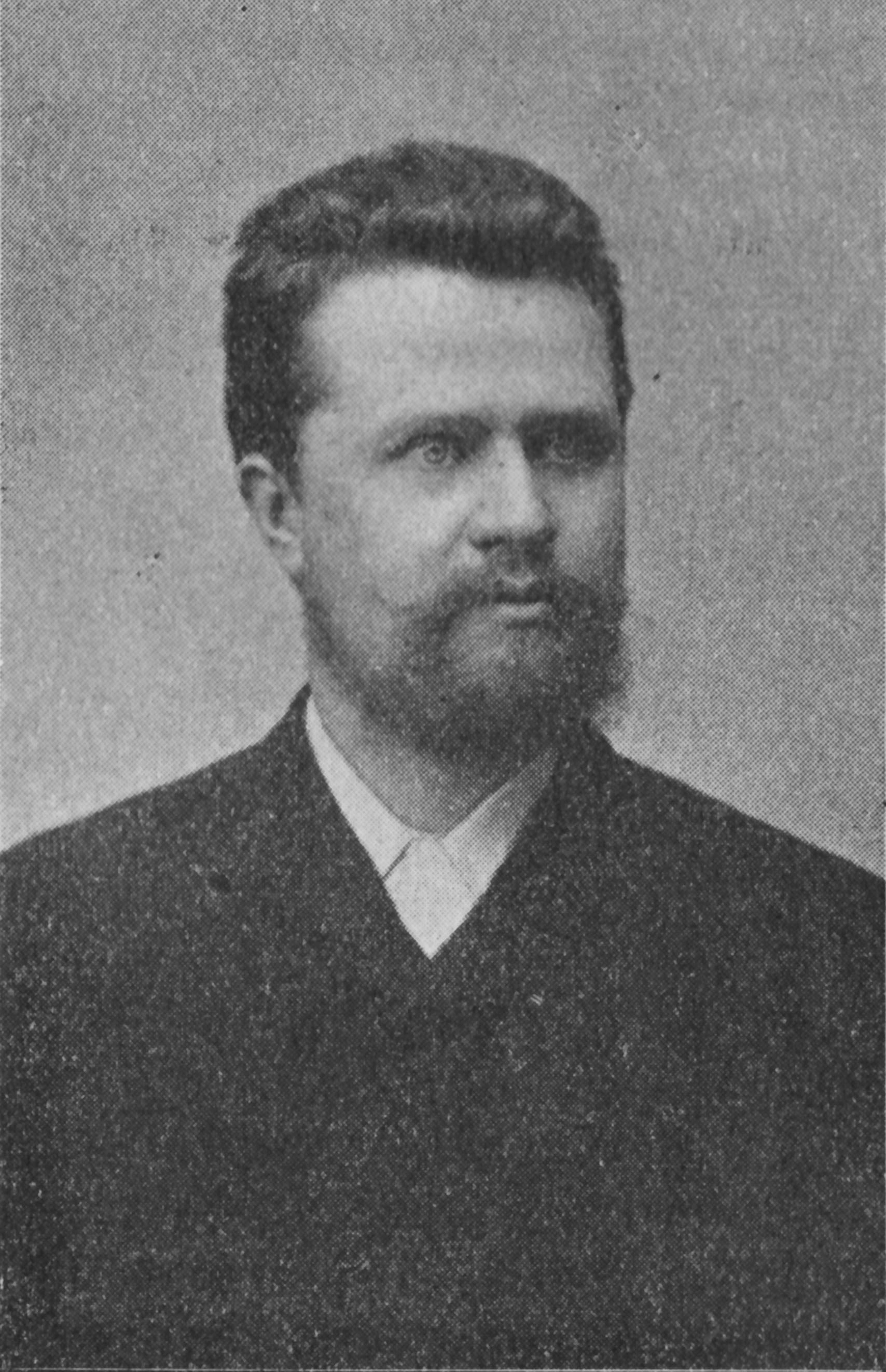
Jan Smyčka ve 32 letech
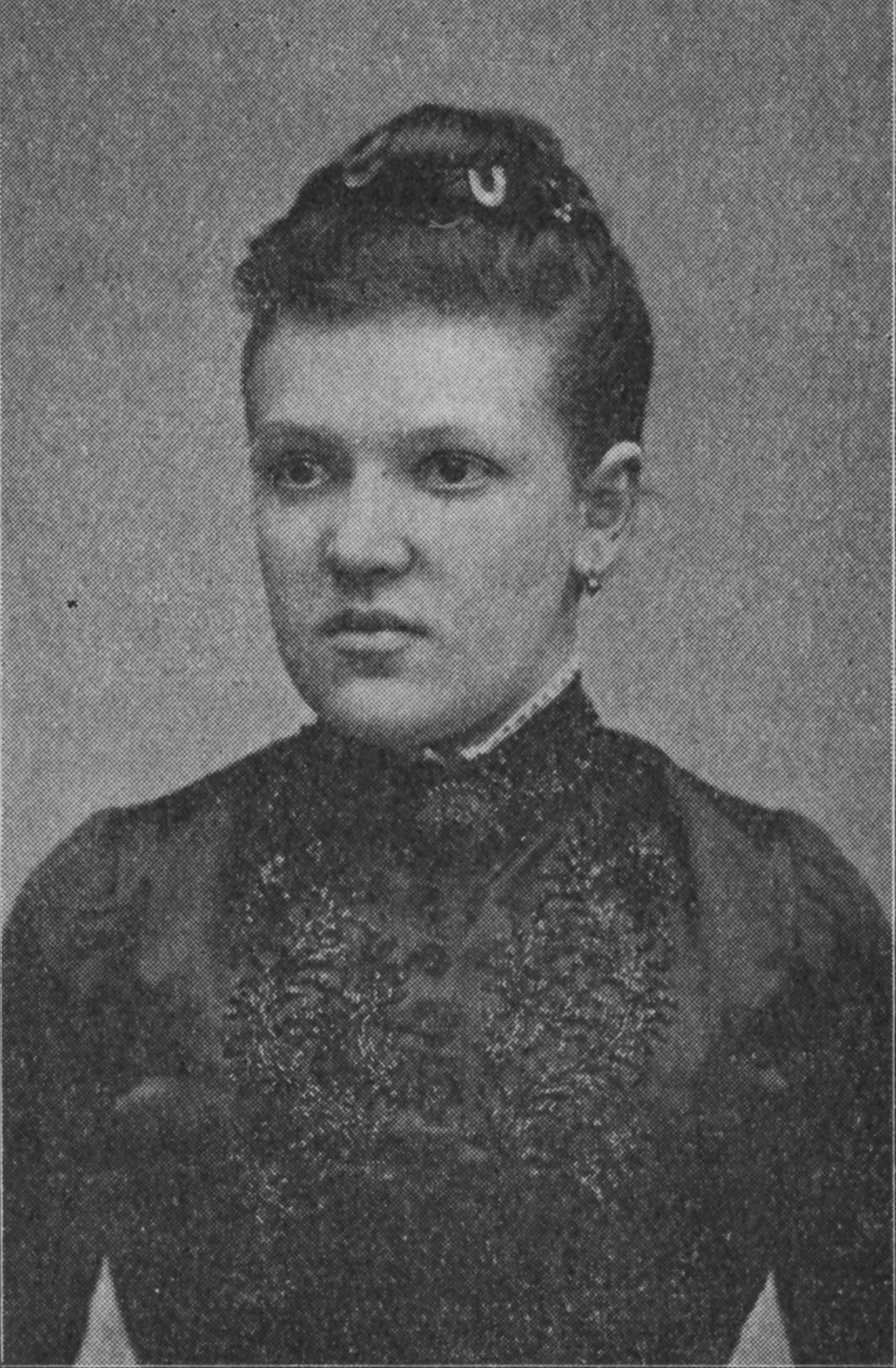
Manželka Aloisie Smyčková
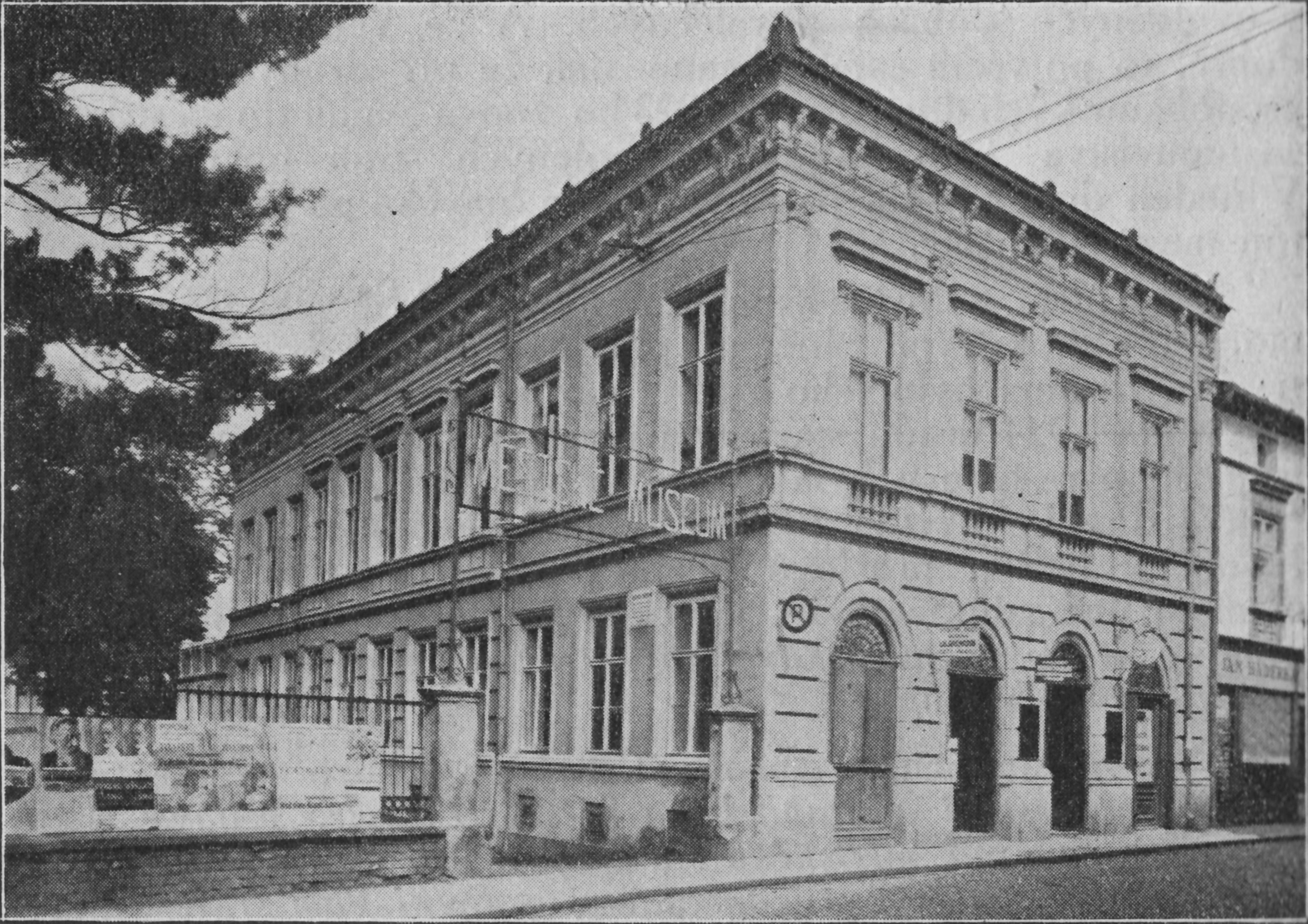
Dům manželů Smyčkových v Litovli. Vedle budovy je vchod k městskému muzeu, které Jan Smyčka založil
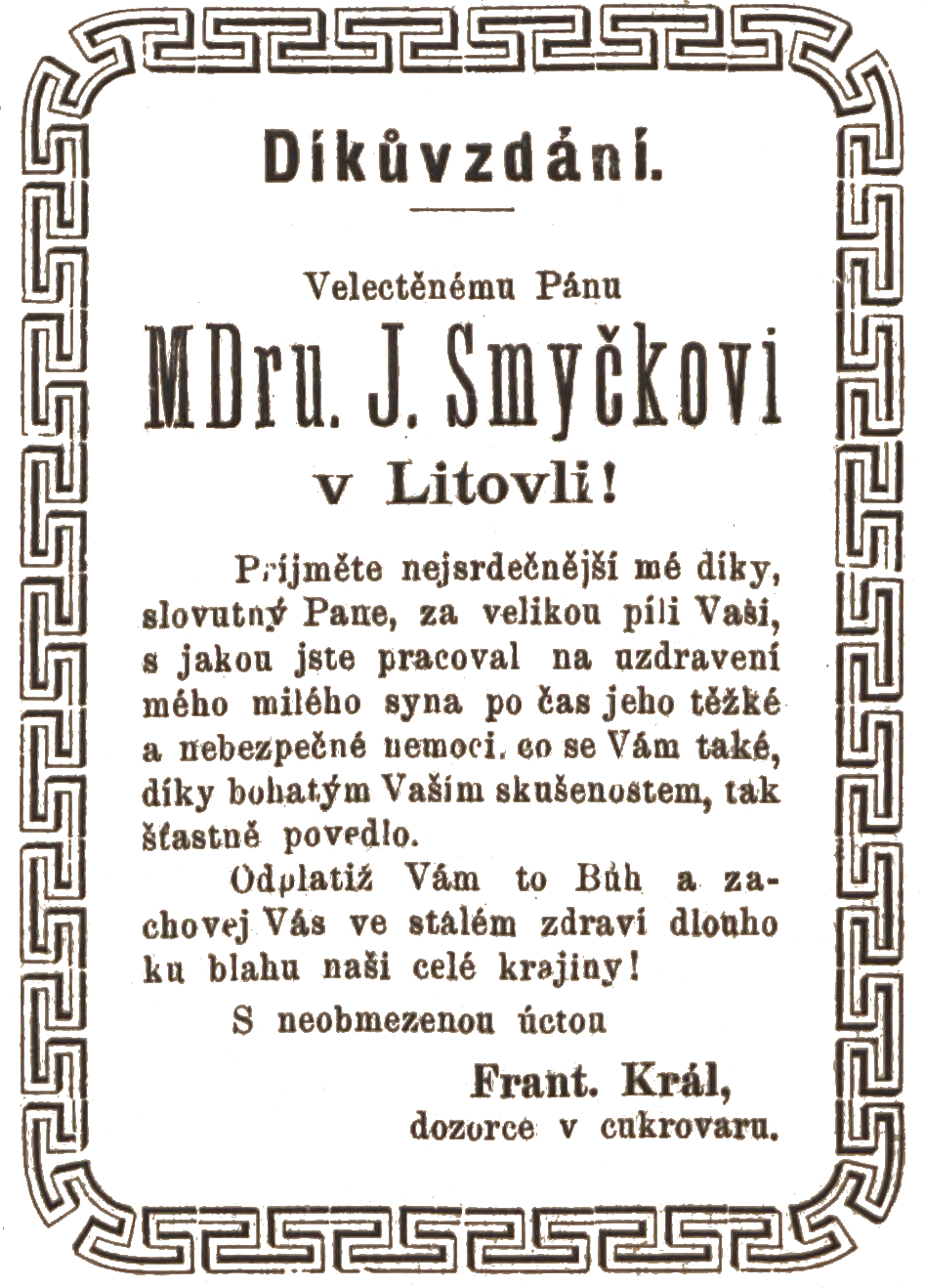
Děkovný inzerát v Litovelských novinách
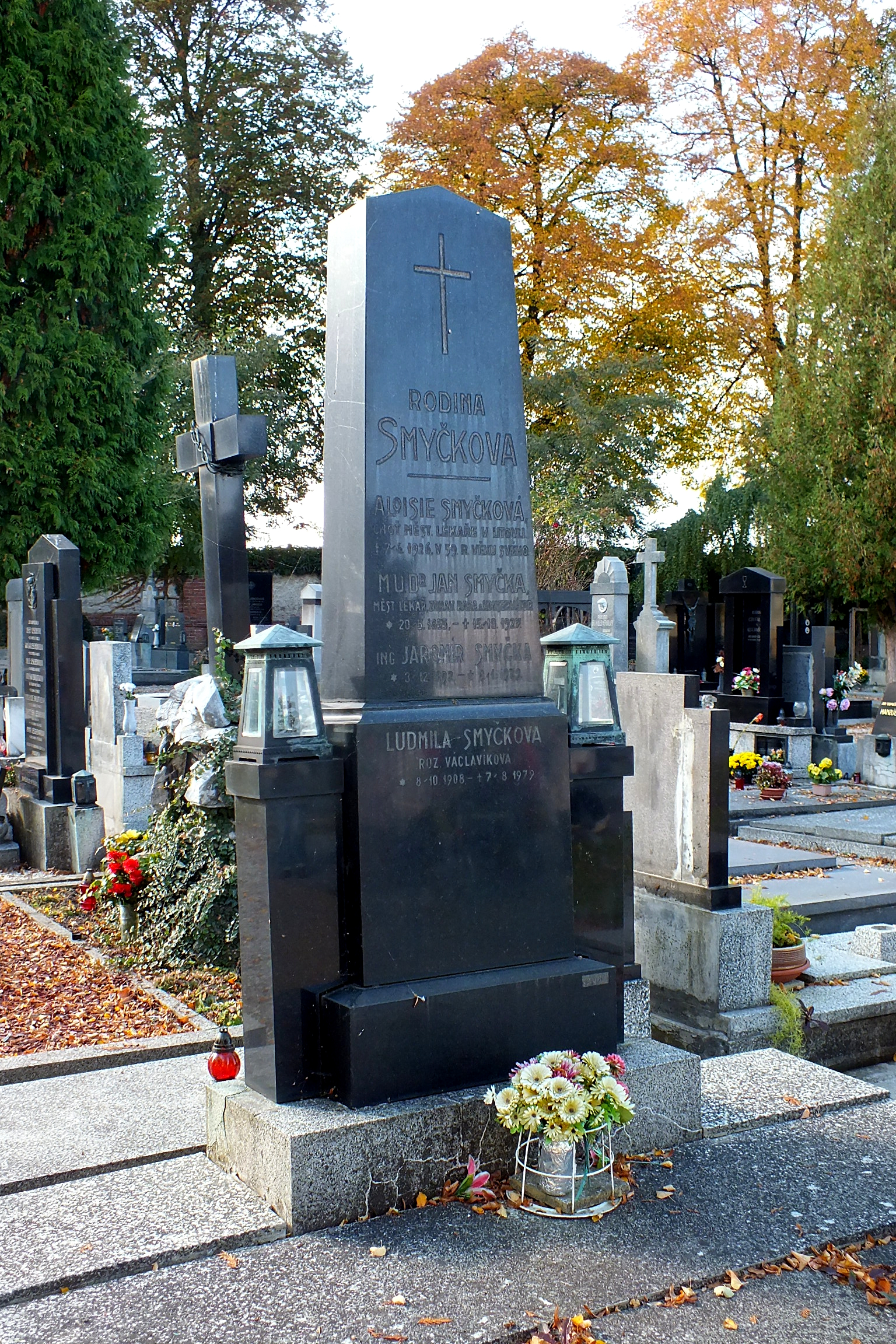
Hrob rodiny Smyčkovy v Litovli